# Eesti Karikas 1996-1997
La Coppa d'Estonia 1996-1997 (in estone Eesti Karikas) è stata la 5ª edizione del torneo dopo l'indipendenza dell'Estonia. Il Sadam Tallinn ha vinto il trofeo per la seconda volta nella sua storia, confermando il titolo della precedente edizione.

## Formula
Non sono noti i risultati di tutti gli incontri; nei quarti di finale e nelle semifinali si giocarono gare di andata e ritorno. La finale fu disputata in gara unica.

## Quarti di finale
| Squadra 1       | Totale | Squadra 2           | Andata | Ritorno |
| --------------- | ------ | ------------------- | ------ | ------- |
| Trans Narva     | 12 - 0 | Lelle               | 6 - 0  | 6 - 0   |
| Lantana Tallinn | 3 - 0  | Flora Tallinn       | 0 - 0  | 3 - 0   |
| Lelle           | 0 - 1  | Sadam Tallinn       | 0 - 0  | 0 - 1   |
| Vall Tallinn    | 1 - 2  | FC Marlekor Tallinn | 1 - 1  | 0 - 1   |

## Semifinali
| Squadra 1           | Totale | Squadra 2       | Andata | Ritorno |
| ------------------- | ------ | --------------- | ------ | ------- |
| FC Marlekor Tallinn | 0 - 7  | Lantana Tallinn | 0 - 4  | 0 - 3   |
| Trans Narva         | 3 - 4  | Sadam Tallinn   | 1 - 1  | 2 - 3   |

## Finale
| Squadra 1     | Risultato | Squadra 2       |
| ------------- | --------- | --------------- |
| Sadam Tallinn | 3 - 2     | Lantana Tallinn |

| Arbitro: | J.Saar |

|                             |           |                               |
| Krõm 65’, 69’ Ustritski 79’ | Marcatori | 53’ Bragin 72’ Maksim Gruznov |